# Sinjska krajina
Sinjska krajina je zemljopisno područje u Zagori, istočno od Drniške krajine, nizvodno Cetinom od Vrličke krajine, zapadno od Imotske krajine i Omiške krajine, sjeverno od Poljica i Dugopolja (splitske i kaštelanske Zagore).
Obuhvaća područje upravnih jedinica općina Dicmo, Otoka, Hrvaca, zatim Grada Sinja i Grada Trilja.
Dijelom je Cetinske krajine.